# Hermann Hanatschek
Hermann Carl Hanatschek, bis 1903 Hanaczek, eigentlich Hanaček (* 19. Dezember 1873 in Znaim, Markgrafschaft Mähren; † 25. Juli 1963 in New York City), war ein böhmisch-österreichischer und US-amerikanischer Maler, der vor allem für seine Porträts bekannt ist.

## Leben und Werk
Hanatschek studierte von 1890 bis 1895 an der Akademie der bildenden Künste Wien, wo er ein Schüler von Christian Griepenkerl war. 1891 erhielt er den Dessauer-Preis für die beste Antikenzeichnung. 1893/1894 unterbrach er das Studium in Wien durch einen Aufenthalt an der Königlichen Akademie der Bildenden Künste München (Immatrikulation im Fach „Malerei“ am 17. Oktober 1893). Sein dortiger Lehrer war Paul Hoecker, ein Gründungsmitglied der Münchner Secession. 1895 bis 1897 wurde Hanatschek von Griepenkerl in der Historienmalerei unterrichtet. Nach Ableisten des Präsenzdienstes als Einjährig-Freiwilliger kehrte er 1898 an die Akademie Wien zurück und führte seine Studien der Historienmalerei bis 1901 bei August Eisenmenger fort. Sein gesamtes Studium wurde durch Stipendien finanziert.
Im Anschluss an das Studium wirkte Hanatschek als Maler in Wien. Er schloss sich der Künstlervereinigung „Jungbund“ an und fand zur Porträtmalerei.
Von 1903 bis 1911 arbeitete Hanatschek überwiegend in den Vereinigten Staaten. Dort trat er der Society of Young Painters bei. 1905 heiratete er in Wien die vor allem für ihre Tierbilder bekannte Malerin Bertha von Förster (* 1873 in Wien; † 1932 in New York; auch Bertha von Förster-Streffleur), eine Tochter des Architekten Heinrich von Förster.
1911 kehrte das Ehepaar vorübergehend wieder aus den USA nach Wien zurück. Dort malte Hanatschek sechs Bildnisse von Franz Ferdinand von Österreich-Este und seinen Familienangehörigen, was ihm wohl zum Durchbruch als Porträtist des Hochadels verhalf. Von 1912 bis 1914 hielt er sich vor allem in Deutschland auf.
Während des Ersten Weltkriegs kämpfte Hanatschek 1914 zunächst an der Front, bevor er als Kriegsmaler des Kriegspressequartiers (II. Armeekommando) verpflichtet wurde. Er porträtierte zahlreiche Offizier. Unter anderem malte er im Auftrag des Heeresgeschichtlichen Museums in Wien ein Triptychon über General Eduard von Böhm-Ermolli und dessen Stab. Ab 1916 wurde er auch als Verbindungsoffizier eingesetzt. Nach Kriegsende lebte er wieder in Wien.
Im Jahr 1920 emigrierte Hanatschek mit seiner Ehefrau in die Vereinigten Staaten und erlangte 1929 die amerikanische Staatsbürgerschaft. Auch dort konnte er sich als Porträtmaler der gehobenen Gesellschaft etablieren. Zwischen 1928 und 1938 führten ihn mehrere Reisen nach Österreich und Leipzig. Ansonsten lebte er in New York, wo er auch 1963 starb.
Seine Hauptwerke waren Porträts des Erzherzogs Franz Ferdinand von Österreich-Este, der Königin Elisabeth von Belgien, der Kronprinzessin Rupprecht von Bayern und des amerikanischen Präsidenten Calvin Coolidge.